# Aspigonus flavicornis
Aspigonus flavicornis är en stekelart som först beskrevs av Christian Gottfried Daniel Nees von Esenbeck 1834.  Aspigonus flavicornis ingår i släktet Aspigonus och familjen bracksteklar. Inga underarter finns listade.